# Георг Еліс Мюллер
Ґеорґ Еліас Мюллер (нім. Georg Elias Müller, 20 липня 1850 — 23 грудня 1934) — німецький філософ, один з перших експериментальних психологів.
Вперше здобув популярність дотепною критикою «психофізичного закону» Ґустава Фехнера та самостійною розробкою основних питань психофізики, що базувались на математично точних підставах.
В кінці XIX століття Ґеорґ Мюллер був одним з найвизначніших представників психології як нової галузі знання. До нього приїжджали вчитися як німецькі громадяни, так і піддані з інших країн, включаючи Російську імперію, зокрема, одним з його учнів був магістр Віталій Серебреніков.
Мюллер сформулював інтерференційну теорію забування. Центральною в ній є гіпотеза, що процес забування відбувається в результаті взаємодії нового матеріалу з тим, що людина запам'ятала раніше; забування виникає не тому, що руйнуються з часом асоціативні зв'язки, а тому, що запам'ятовуваний матеріал взаємодіє з тими асоціаціями, що вже є у пам'яті суб'єкта (між новими та минулими асоціаціями формується інтерференція, і саме вона діє як чинник, що зумовлює забування).
Для своїх досліджень Мюллер зі своїм помічником Фрідріхом Шуманом винайшов прилад, який назвав «барабан пам'яті». Це циліндр, що обертався та регулював подання матеріалу для запам'ятовування. Використання такого приладу сприяло більш точним та об'єктивним дослідженням пам'яті.
Мюллером також сформульоване правило, відповідно до якого пам'ять людини не в змозі розпізнавати як самостійні одиниці більше за 7 (±2) об'єктів.
Професорував у Геттінгені та Чернівцях.